# Тінео
Тінео (ісп. Tineo, аст. Tinéu) — муніципалітет в Іспанії, у складі автономної спільноти Астурія. Населення — 11 146 осіб (2009).
Муніципалітет розташований на відстані близько 390 км на північний захід від Мадрида, 46 км на захід від Ов'єдо.
Муніципалітет складається з таких паррокій: Арганса, Барсена-дель-Монастеріо, Боррес, Браньялонга, Бустієльйо, Кальєрас, Серредо, Сесурес, Кольяда, Ель-Барадаль, Ель-Педрегаль, Ель-Родікаль, Фастіас, Хенестаса, Ла-Барка, Ла-Отеда, Ла-Переда, Мерільєс, Міньйо, Муньялен, Нараваль, Навельгас, Ньєрес, Обона, Паррокія-де-Понте, Порсілес, Посон, Релам'єго, Рельянос, Сан-Фелікс, Сан-Факундо, Сан-Фруктуосо, Сан-Мартін-де-Семпроніана, Сангоньєдо, Санта-Еулалія, Сантіанес, Собрадо, Сорріба, Табладо, Паррокія-де-Тінео, Тронседо, Тунья, Вільятресміль, Сардаїн.

## Демографія
Динаміка населення (INE ):

## Галерея зображень

Розташування муніципалітету
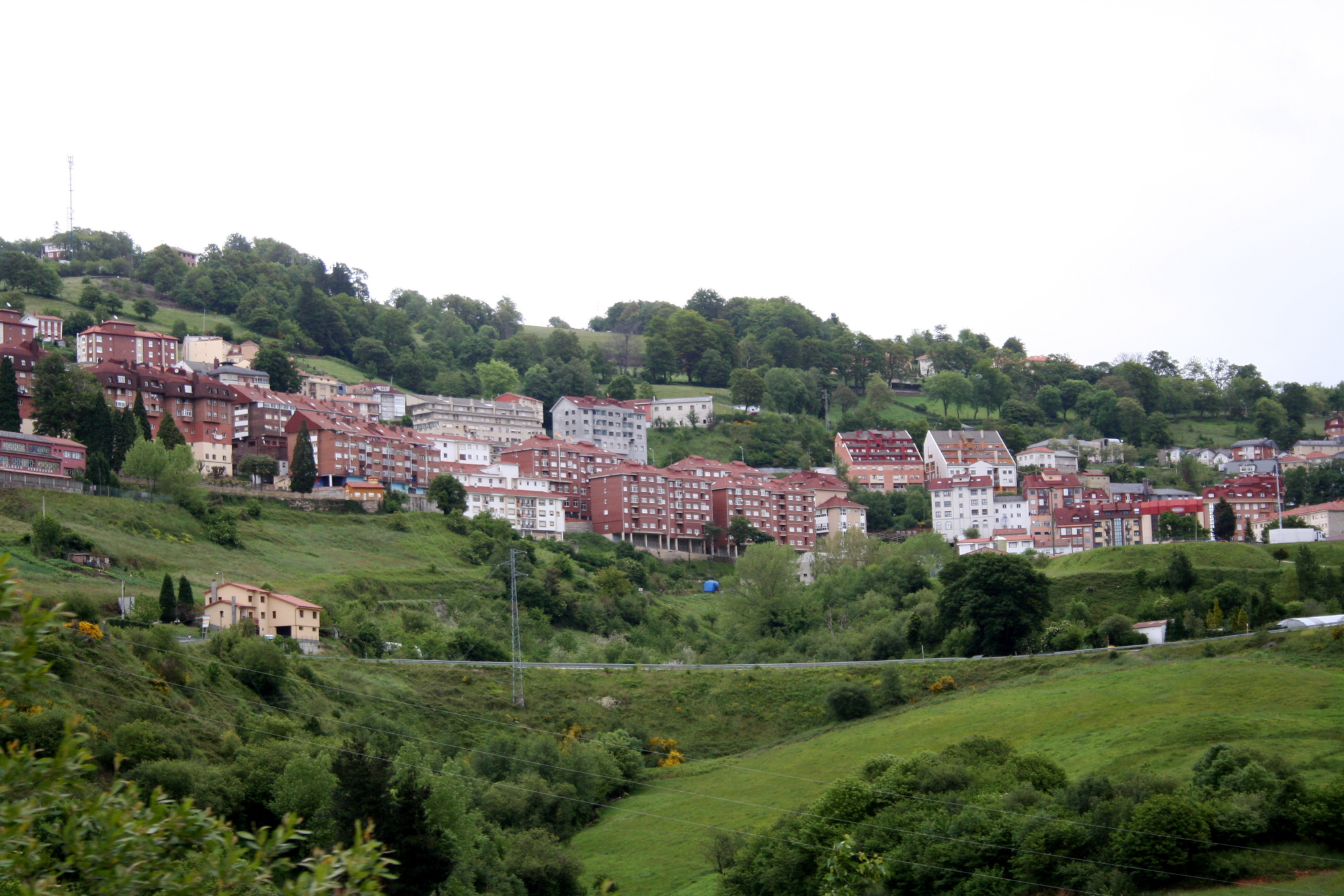
Тінео
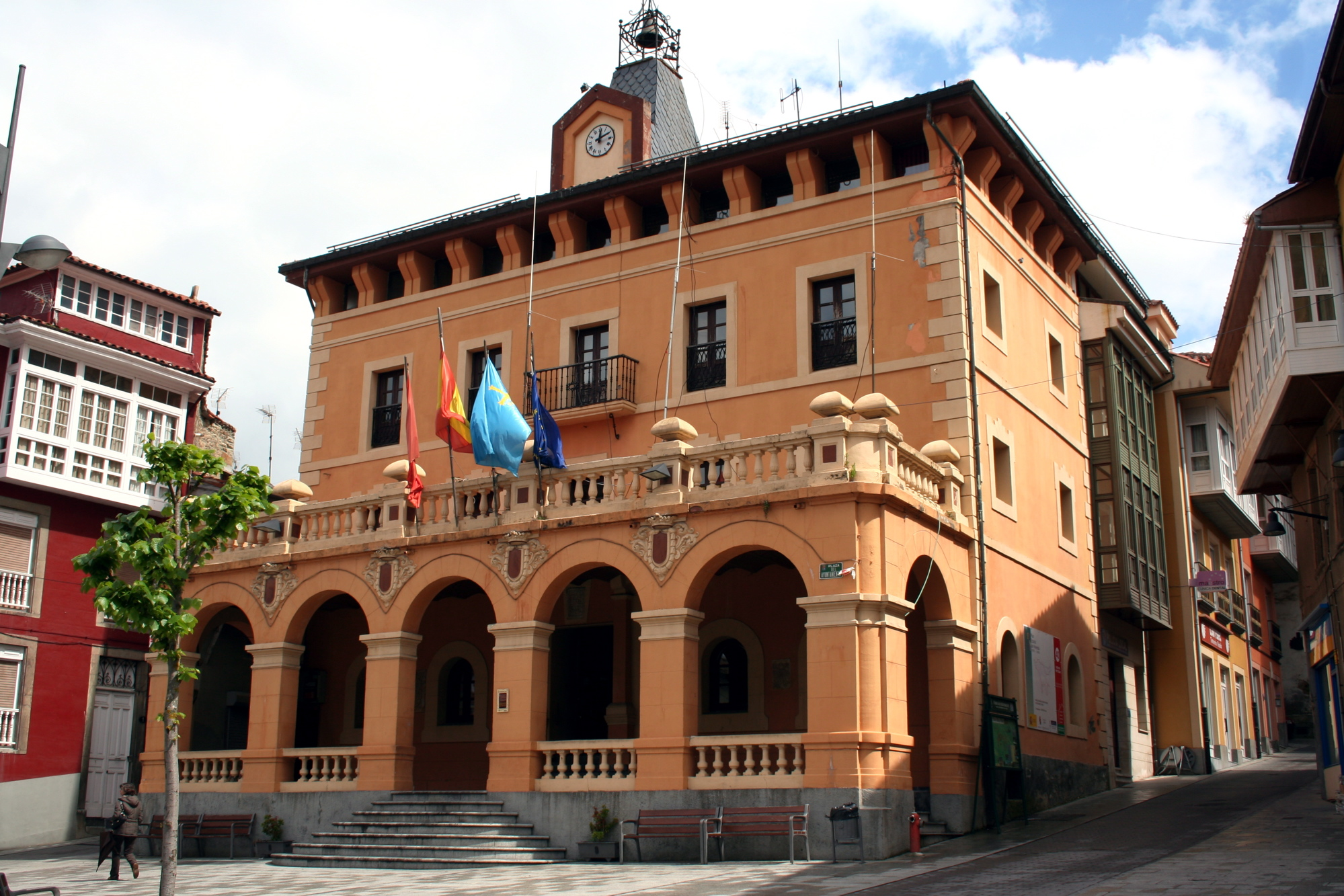
Муніципальна рада